# Self Control (TM NETWORKのアルバム)
『Self Control』（セルフ・コントロール）は、日本の音楽ユニットであるTM NETWORKの4枚目のアルバム。
1987年2月26日にEPIC・ソニーからリリースされた。前作『GORILLA』（1986年）よりおよそ半年ぶりにリリースされた作品であり、作詞は小室哲哉、神沢礼江、小室みつ子が担当、作曲は小室および木根尚登が担当、プロデューサーは小室および小坂洋二が担当している。
レコーディングは全て日本国内のスタジオにて行われ、アルバム前半にはロックやダンス・ミュージックを意識したアップテンポな曲、後半にはバラードをメインとしたスローテンポな曲を収録している。
先行シングルとして「All-Right All-Night (No Tears No Blood)」、「Self Control (方舟に曳かれて)」がリリース。本作リリース後に「Fighting (君のファイティング)」がシングル「Get Wild」のB面曲として収録された。
オリコンチャートは最高位3位、1987年度年間ランキングで29位となった。

## 背景
前作『GORILLA』リリース後、TM NETWORKは「TM NETWORK TOUR '86 FANKS DYNA☆MIX」と題したライブツアーを、6月10日の静岡市民文化会館から7月18日の中野サンプラザまで13都市全15公演にて開催した。その後、8月23日にはよみうりランドEASTにて「TM NETWORK FANKS "FANTASY" DYNA-MIX」と題した野外ライブを開催した。このツアーと野外ライブの模様を収録したライブ・ビデオ『FANKS "FANTASY" DYNA-MIX』は12月1日にリリースされた。
同年11月21日には先行シングル第一弾となる「All-Right All-Night (No Tears No Blood)」をリリース、11月29日、12月7日にはイベントライブ「YAMAHA X-DAY」、12月1日には「SPECIAL LIVE」をマリアクラブにて開催、12月21日にはTBSテレビ開局35周年記念イベント「ANNIVERSARY ROCK FESTIVAL」に参加した。
1987年に入り、2月1日には先行シングル第二弾となる「Self Control (方舟に曳かれて)」をリリース、2月11日から12月20日までファンイベント「FANKS SUMMIT」が7都市において開催された。

## 録音
レコーディングは1986年より音響ハウス、スマイルガレージ、スタジオセディック、CBSソニー信濃町スタジオ、CBSソニー六本木スタジオにて行われた。前作まで西門加里の名で作詞を担当していた小室みつ子は本作より本名名義に変更した。
小室は本作を「新曲によるベストアルバム」を意識して製作したという。サウンドのコンセプトは「『GORILLA』＋『RAINBOW RAINBOW』」であり、ただ作りが厚いだけでなく、ライブでも再現・演奏が可能な音色を目指した。小室はそれ以外は何も用意しないでスタジオに入り、どんどん頭の中に浮かんでくるものを形にすれば良かったため、悩まずに速く終わった。レコーディングの後半に至っては、7曲を7日で仕上げる程にスムーズに進んだ。
楽曲を制作する途中で歌い方・アレンジ・宣伝スタイル等の方向性ができて、小室は「自制心」を考えながら制作していたが、小室みつ子が「時にはそれを破ってタイミングやチャンスを掴まなければいけない」という内容の歌詞を書いたため、次第に「守る」と「破る」がアルバムの2本の柱となった。後に小室はこのことを「『昔は歌詞は基本的に音の世界のサポートになればいいと思っていたが、本作で音以上に歌詞がイニシアティブを握る場合もある』と歌詞に対する考え方が確実に変わった」と振り返っている。対して木根は速くできなかったが、勢いで押し通した。宇都宮は、息苦しさを感じさせる声にならずに、普通の声に聞こえるように神経を使った。
音色の作り方は「演奏した時に楽器から出た音色そのもの」より、「演奏した時に出てきた残響音・音の空間」をいつもより意識した。
ピアノパートは全て小室による生ピアノをKurzweil 250で一度サンプリングした後の素材を使用した。
アルバムに先駆け、2月1日に同名のシングル「Self Control (方舟に曳かれて)」が発売されたが、「Self Control」「Don't Let Me Cry」「Fighting (君のファイティング)」「Spanish Blue (遙か君を離れて)」「Here, There & Everywhere (冬の神話)」を宇都宮がいたく気に入ったため、どの曲を先行シングルにするかで議論があった。「Self Control」は全くシングルを意識して作っていなかったが、当時の音楽雑誌の編集者がこの曲を聴いて、「これシングルにいいんじゃない？」と言った一言で決まった。

## 音楽性
小室は「ビートルズのアルバムの構成、曲の流れ、サウンド面からの影響が反映されている」と称している。1曲目から5曲目まではアップナンバーを、6曲目から10曲目まで『Spanish Blue』を除いてバラードを配置している。
1曲目「Bang The Gong (Fanks Bang The Gongのテーマ)」はライブを想定して製作された。2曲目「Maria Club (百億の夜とクレオパトラの孤独)」は福岡に存在したディスコマリアクラブでのイベントに参加した際に製作された。3曲目「Don't Let Me Cry (一千一秒物語)」の曲の構成に関して小室は「TMっぽい手法」と発言している。4曲目「Self Control (方舟に曳かれて)」のタイトルは渡辺美里が出演していた深夜ラジオ番組内にて受験生に対し「セルフコントロール」という言葉を発した事から名付けられた。曲調に関して小室は「メッセージ性は強いけど、ロックンロールの汗とは違うタイプの汗をかける」と表現し、同グループならではのロックを表現した曲になったと述べている。5曲目「All-Right All-Night (No Tears No Blood)」もまた小室は「TM NETWORK風ロックンロール」と表現し、ブルー・ノート・スケールが使用されている事も特筆すべき点であると述べている。6曲目「Fighting (君のファイティング)」は曲先行で製作された曲であり、木根が製作するバラードに比べて「木根さんほど優しいバラードにはならない」、「バラードなのにメロディが強い」と小室は述べている。7曲目「Time Passed Me By (夜の芝生)」はデイヴィッド・フォスターからの影響が強く、小室は作曲した木根が喜びそうなアレンジを目指したという。8曲目「Spanish Blue (遙か君を離れて)」は疾走感を重視した曲であり、この曲に限らずスタジオミュージシャンの力量によって本作は成立している事を小室は述べている。9曲目「Fool On The Planet (青く揺れる惑星に立って)」は10cc、ケイト・ブッシュ、マイク・オールドフィールド、山下達郎などからの影響で小室のコーラスは24回多重録音したものが使用されている。10曲目「Here, There & Everywhere (冬の神話)」は小室が中学生の頃に自宅のエレクトーンで製作した曲である。
音楽誌『別冊宝島1532 音楽誌が書かないJポップ批評53 TMN&小室哲哉［ポップス神話創世］』にてライターのともえりょうのすけは、本作の音楽性に関して「シンプルなサウンドとティーンを励ますような歌詞」と指摘した。

## プロモーション
本作に関するテレビ番組出演としては、1987年2月21日に中京テレビ音楽番組『5時SATマガジン』（1981年 - 1993年）に出演し「Self Control」を演奏した他、2月25日にはフジテレビ系音楽番組『夜のヒットスタジオDX』（1985年 - 1989年）に初出演し「Self Control」を演奏、2月27日にはフジテレビ系バラエティ番組『オールナイトフジ』（1983年 - 1991年）に出演し「Maria Club」、「Come on Let's Dance」、「Self Control」を演奏、3月19日にはフジテレビ系音楽番組『財津和夫のPOPS探偵団』に出演し「Come on Let's Dance」、「Self Control」を演奏した。
この当時のTM NETWORKはメジャーなテレビ番組には出演しない方針を取っていたが、同時期に人気が急上昇したロックバンドBOØWYが数回出演したことから、『夜のヒットスタジオDX』に出演することとなった。

## アートワーク
この頃にBOØWYに関する話がTM NETWORK側にも入ってくるようになり、同バンドの登場には「何かとんでもないバンドが出てきたぞ」と周囲が色めき立つ状態であったという。小室曰く「ポップでカッコよくて洗練されていて。ビジュアル面とか」と表現する程の影響があり、同バンドに対しては強い対抗意識を持ち、「少なくとも追いつかなきゃ」という感覚を持っていたと述べている。
この作品あたりから、デビュー以来、三原色や明るい色合いのビジュアル、ポップな路線から、モノトーンを基調としたビジュアル、黒づくめを基調したファッションに変わる。小室は襟足を伸ばしたヘアスタイルで氷室京介を意識したビジュアルとなる。
この作品のジャケットは当時ソニーのグラフィック部門に所属していた高橋伸明が担当しており、写真を反転したものが使用されている。本作品のアートもモノクロームを基調とし、その他の色はロゴにパープル、イエローを使ったのみとなっている。小室はこのジャケットに関して「渾身の作品」と評価している。また、このジャケットでは木根尚登がサングラスをはずしている。
歌詞カードには以下のようなメッセージが載っている。
For the fourth album
If you cannot dance when you feel like,
and if you cannot cry when you need,
you should look into your own mind.
You will find it controlled by something.
What's the something…?
See.
There are many things well controlled by some powers on the earth.
Such as controlled air, controlled electric, controlled money, and so on.
But what about mind?
What makes you stop dancing?
What makes you stop crying? 
What makes you stop laughing?
Nobody can control your mind but yourself.
That's the "Self-control".
"Self-control" means to hide feelings and to cut desires.
"Self-control" is necessary indeed.
But sometimes, it keeps you away from the truth that you really want to know.
Because when you selfcontrol, you might give up, or lose something important.
You might give up even your dreams.
Our smart fans,
Now you understand what this album's title means.
"Self-control" is a kind of the antithesis.
So,when you listen to our fourth album,
set your mind free from "Self-control".
Express as you feel.
Do as you like.
Carry on your dreams.
And we hope our music "The FANKS" will help you do it.
Thank you.

## ツアー
本作リリース後に3月10日の新潟市音楽文化会館から5月20日の神奈川県民ホールまで、25都市全28公演におよぶライブツアー「TM NETWORK TOUR '87 FANKS! BANG THE GONG」を開催した。このツアー中にリリースされたシングル「Get Wild」がオリコンチャートで9位となり、TM NETWORKとして初のヒット曲となった。6月24日には初の日本武道館公演として「TM NETWORK FANKS CRY-MAX」と題したライブイベントを開催した。

## 批評
| 専門評論家によるレビュー                                       | 専門評論家によるレビュー |
| レビュー・スコア                                               | レビュー・スコア         |
| 出典                                                           | 評価                     |
| -------------------------------------------------------------- | ------------------------ |
| CDジャーナル                                                   | 肯定的                   |
| TOWER RECORDS ONLINE                                           | 肯定的                   |
| 音楽誌が書かないJポップ批評53 TMN&小室哲哉［ポップス神話創世］ | 肯定的                   |

- 音楽情報サイト『CDジャーナル』では、TM NETWORKの音楽性を「スピーディでファンキーな彼らのサウンド」と表現した上で、本作に関しては「良くも悪くも青春している“青くささ”が彼らの特色でもあり持ち味[13]」と指摘した他、「キャッチーなメロディが満載[14]」、「捨て曲なしの作品[14]」と音楽性や完成度に関して肯定的に評価している。

- 音楽情報サイト『TOWER RECORDS ONLINE』では、「TMのブレイクを決定付けたアルバム」、「当時の彼らの勢いをダイレクトに感じることのできる作品」と本作を位置付けた上で、本作によって同グループ独特のサウンドが定着したと指摘した他、「ポップアルバムとしても評価されるべき傑作」と称賛した[15]。

- 音楽誌『音楽誌が書かないJポップ批評53 TMN&小室哲哉［ポップス神話創世］』においてライターの梅本直志は、「タイトル曲のビートはちょっと速すぎないか」と当時感じた事を指摘しているが、本作収録曲に関して季節の焦燥感、性急感、切迫感を孕んでいたとも指摘、さらに9曲目の残響音に関しては「過剰」であると指摘しているが、レコードとCD、アナログとデジタルが混在した時代背景を振り返った上で「過渡期のハード的にも、この時期の音は、この時期にだけしかありえなかったんだろう」と肯定的に評価している[16]。

## チャート成績
オリコンチャートではLP盤が最高位3位、登場回数25回、売り上げ枚数10.0万枚、CT版は最高位5位、登場回数25回、売り上げ枚数は6.1万枚、CD盤は最高位5位、登場回数27回、売り上げ枚数は10.1万枚となり、売り上げ枚数は累計で26.2万枚となった。この結果により、シングルよりも一足先にオリコンベスト10内に初めてチャートインした作品となった。

## 収録曲

### LP / CT
| 全編曲: 小室哲哉。 |                                                |            |                    |       |
| #                  | タイトル                                       | 作詞       | 作曲               | 時間  |
| 1.                 | 「Bang The Gong」(Fanks Bang The Gongのテーマ) | -          | 小室哲哉           | 1:22  |
| 2.                 | 「Maria Club」(百億の夜とクレオパトラの孤独)   | 小室哲哉   | 小室哲哉、木根尚登 | 4:29  |
| 3.                 | 「Don’t Let Me Cry」(一千一秒物語)             | 神沢礼江   | 小室哲哉           | 5:45  |
| 4.                 | 「Self Control」(方舟に曳かれて)               | 小室みつ子 | 小室哲哉           | 5:02  |
| 5.                 | 「All-Right All-Night」(No Tears No Blood)     | 小室みつ子 | 小室哲哉           | 5:26  |
| 合計時間:          | 合計時間:                                      | 合計時間:  | 合計時間:          | 22:04 |

| 全編曲: 小室哲哉。 |                                                |            |                    |       |
| #                  | タイトル                                       | 作詞       | 作曲               | 時間  |
| 6.                 | 「Fighting」(君のファイティング)               | 小室みつ子 | 小室哲哉           | 4:29  |
| 7.                 | 「Time Passed Me By」(夜の芝生)                | 小室みつ子 | 木根尚登           | 4:06  |
| 8.                 | 「Spanish Blue」(遙か君を離れて)               | 小室みつ子 | 小室哲哉、木根尚登 | 4:06  |
| 9.                 | 「Fool On The Planet」(青く揺れる惑星に立って) | 小室みつ子 | 木根尚登           | 5:42  |
| 10.                | 「Here, There & Everywhere」(冬の神話)         | 小室哲哉   | 小室哲哉           | 3:48  |
| 合計時間:          | 合計時間:                                      | 合計時間:  | 合計時間:          | 22:11 |

### CD
| 全編曲: 小室哲哉。 |                                                |            |                    |       |
| #                  | タイトル                                       | 作詞       | 作曲               | 時間  |
| 1.                 | 「Bang The Gong」(Fanks Bang The Gongのテーマ) | -          | 小室哲哉           | 1:22  |
| 2.                 | 「Maria Club」(百億の夜とクレオパトラの孤独)   | 小室哲哉   | 小室哲哉、木根尚登 | 4:29  |
| 3.                 | 「Don’t Let Me Cry」(一千一秒物語)             | 神沢礼江   | 小室哲哉           | 5:45  |
| 4.                 | 「Self Control」(方舟に曳かれて)               | 小室みつ子 | 小室哲哉           | 5:02  |
| 5.                 | 「All-Right All-Night」(No Tears No Blood)     | 小室みつ子 | 小室哲哉           | 5:26  |
| 6.                 | 「Fighting」(君のファイティング)               | 小室みつ子 | 小室哲哉           | 4:29  |
| 7.                 | 「Time Passed Me By」(夜の芝生)                | 小室みつ子 | 木根尚登           | 4:06  |
| 8.                 | 「Spanish Blue」(遙か君を離れて)               | 小室みつ子 | 小室哲哉、木根尚登 | 4:06  |
| 9.                 | 「Fool On The Planet」(青く揺れる惑星に立って) | 小室みつ子 | 木根尚登           | 5:42  |
| 10.                | 「Here, There & Everywhere」(冬の神話)         | 小室哲哉   | 小室哲哉           | 3:48  |
| 合計時間:          | 合計時間:                                      | 合計時間:  | 合計時間:          | 44:15 |

### 曲解説
1. 「Bang The Gong」(Fanks Bang The Gongのテーマ)
テーマは「コンサートのオープニング」を意識した[17]。
後ろでなっている銅鑼の音で「始まり」を表している[9]。
最初は制作する予定はなかったが、レコーディングが予定より早く終わったため、その場のノリで制作した。イントロは思いついたものをそのまま編集なしで通した[8]。
2. 「Maria Club」(百億の夜とクレオパトラの孤独)
曲名は本アルバム発売の前年に福岡市にオープンしたディスコ『マリアクラブ』にちなんだもの。TMは同ディスコのオープニングアクトも務めた。イントロが前の曲のアウトロから繋がっている。
スタッフからの「ディスコ向けの曲が欲しい」という要望に応えて制作した[17]。
木根がAメロを作曲し、その他を小室が作曲した[18]。
メンバー3人で好き勝手に奇声を発して、それをサンプリングした[17]。
コンセプトは「NERVOUS」の「レッド・ツェッペリンやディープ・パープルのハードロックのリフをキーボードで再現する」を引き続き行った[8]。
2024年5月15日、「ヒャダイン with DJ KOO」によるカバーバージョンが『TM NETWORK TRIBUTE ALBUM -40th CELEBRATION-』に収録された。
3. 「Don't Let Me Cry」(一千一秒物語)
本楽曲では「ベースラインだけでも楽しめる音楽を作りたい」「音がない空間の音の気配を感じさせるエコー・チェンバーを作りたい」をコンセプトとし、リバーブレーターを使用しなかった[8]。
FANKSの流れがある、サビの「愛したい～」のインパクトは他のどの曲よりも強いと音楽雑誌『Gb』の文章担当の中川隆夫はTM NETWORKとのインタビューで評している[19]。
宇都宮はリードシングルの候補として本楽曲を推したが、落選した[17]。
4. 「Self Control」(方舟に曳かれて)
9thシングルでありアルバムタイトル曲。表記は特にされていないが、シングル版ではフェードアウトしていたのに対し本作ではカットアウトとなっていたり、ボーカルのテイクが異なっているなどアルバムバージョンとなっている。また、次の曲のイントロとこの曲のアウトロが繋がっている。
2017年10月11日、「DREAMING MONSTER」によるカバーバージョンが 『ココロに、雨。』に収録された[20]。
2024年5月15日、「CAPSULE」によるカバーバージョンが『TM NETWORK TRIBUTE ALBUM -40th CELEBRATION-』に収録された。
5. 「All-Right All-Night」(No Tears No Blood)
8thシングル。表記は特にされていないが、シングル版と異なり、イントロ、1サビ目からの間奏、リフレインなど全体的に長くなっている、最後のサビがバイノーラル・リミックスされているなどアルバムバージョンとなっている。また、イントロが前の曲のアウトロから繋がっているため、最初の部分で前の曲の終わりが一瞬聞こえてくる（トラック・マークの当時の打ち方による）。
6. 「Fighting」(君のファイティング)
歌詞が完成する前はAOR風の明るい曲調だったが、完成された歌詞を見た途端小室は急遽全体的なアレンジを重くした[17]。
歌詞は「極限状態の中で我慢して、頑張っている状況」をテーマにしている[5]。
イントロはその他の部分が完成した後に、打ち込みで加えた[8]。
サビの締めの部分は渡辺美里の『死んでるみたいに生きたくない』のサビのメロディーに似ているが、小室はワンセンテンスの中でマイナーからメジャーに転調しており、自分のメロディーを素直に出した結果であり、気づかないうちにクセが出ているという[19]。
宇都宮がいつもより気を引き締めて「男っぽさ」を意識して歌ったら、エンジニアを統括していた伊東俊郎が宇都宮の歌を気に入って、宇都宮と一緒に先行シングル化の打診をした[9]。
後に10thシングル「Get Wild」のカップリング曲としてシングルカットされている。
最初は「Self Control (方舟に曳かれて)」のカップリング曲として入れる予定だった。小室は「入っていたら反戦歌としての色合いが更に強く出た」と語っている[21]。
7. 「Time Passed Me By」(夜の芝生)
小室から「ビートルズの『イエスタデイ』みたいな曲を作ってよ」と言われた木根が、お互いその曲をどう解釈していたのかは敢えて詮索せず「イエスタデイ」のコード進行をピアノで弾きながら自分のメロディを鼻歌で口ずさみ、その時木根が浮かんだメロディの動きに合わせて「イエスタデイ」の本来のコード進行から変えていくのを繰り返して、完成させた[22]。その後、編曲の際には小室と「ビートルズみたいなストリングスのアレンジにしよう」と意見が一致した[11]。この様な経緯を経て、木根は「自分のメロディメーカーとしての原点になっているのはやっぱりビートルズだ」と改めて感じた[17]。
当時木根は「TMの中での自分の存在感・立ち位置・スタイルを確立しよう」と意気込みながら制作に徹し、「やっとTMに向けたいいバラードがかけた」と手応えを感じ、愛着を抱いている[23]。
最初は「アレンジの構成は生ギターとストリングス風の打ち込み」で行こうとしたが、チェロ2人分・ヴァイオリン1人分の打ち込みを足した[8]。
「一人10cc」をコンセプトに[18]、小室によるコーラスが24回重ねられた[8]。
歌詞は歌入れの前日に完成した[9]。
宇都宮が最初に歌った時は自分の感性を重視していたが、他の楽曲より音数が少なかったため、全体的な響きがおかしくなった。改めて楽曲の雰囲気を重視して歌ったら、それがOKテイクになった[9]。
木根はナイロン弦のギターのアルペジオはちょっと冒険したと思ったが、うまく仕上がっていると評している[19]。
8. 「Spanish Blue」(遙か君を離れて)
シングルA面の候補として挙がっていたが、落選した[8]。
小室がコード進行とバックトラックを先に制作して、それを聞いた木根がボーカルパートの作曲をして、小室がチェック・修正していた[9]。木根が担当したパートがそのまま残っているのは最後のみである[18]。
『GORILLA』制作時に既に完成していて、改めてアレンジが施された[8]。
9. 「Fool On The Planet」(青く揺れる惑星に立って)
木根はTMのデビュー前から「8分の6拍子」の楽曲をやりたがったが、小室からは「まだ早い」と止められていた。本作でようやく許可をとって作った[17]。
3連符を意識したアレンジが作られ、小室によってオーケストレーション調のアレンジ・コーラスが「Time Passed Me By (夜の芝生)」に引き続いて24回にわたって行われた[8]。ワンボイスでコーラスを重ねるというのは小室のアイデアだと木根は言っている[19]。
「8分の6拍子」の楽曲をやりたくて作ってみたが、実際に作ってみるとメロディーに広がりがあったので、ファンタジーな曲にしようということになったと木根は言っている[19]。
小室みつ子は「周りにいる他人と違う事を言ったり、考えたりする変な奴を侮らずに暖かく見守ろう。変な奴の考えや夢が、いつか本当になるかもしれない。不可能と思えることを現実にしてきたのは、夢を抱えてそれをあきらめなかった数え切れない変な奴達だから」という思いで書いた[24]。
1998年2月25日、南央美によるカバーバージョンが『Rhapsody～ひ・と・り・ご・と～』に収録された[25]。
10. 「Here, There & Everywhere」(冬の神話)
1970年代前半頃に小室が中学の時に作られた歌であり[8]、その時のボーカルは小室の知り合いの女子だった[9]。PVが存在する。
「フィル・スペクターのウォール・オブ・サウンド」をコンセプトとした[8]。
メインの機材でRoland MC-4・Prophet-5を使用している[8]。
アルバムの楽曲で一番最後に完成した[9]。
宇都宮は「今までの中で最も親しみやすいから、僕の声質で歌うと、はまりすぎて甘くなりすぎてしまうのではないか」と心配した。しかし、楽曲の気持ちよさを気に入った宇都宮が声を気持ち良く聞かせるために、声のパートをダブルトラックにすることを提案したら、上手く雰囲気を整えることができた[9]。

※2曲目と5曲目の冒頭部分に於いて前の曲の終わりが聞こえたり次の曲の冒頭部分が欠けたりする旨がブックレットの曲目の欄に表記されている。

## スタッフ

### TM NETWORK
- 小室哲哉 - キーボード
- 宇都宮隆 - ボーカル
- 木根尚登 - ギター

### 参加ミュージシャン
- 迫田 "Cabriolet" 到 - シンセサイザーマニピュレーター
- 佐橋佳幸 - ギター
- 今剛 - ギター
- 松本孝弘 - ギター
- 窪田晴男 - ギター
- 山木秀夫 - ドラムス
- 青山純 - ドラムス
- 有賀啓雄 - ベース
- 中村哲 - サックス、ホーンアレンジメント
- 兼崎 "Donpei" 順一 - トランペット
- 早川隆章 - トロンボーン
- 平井久美子 - ボイス（#1）
- 石川鉄男 - コンピュータプログラミング
- 久保こーじ - コンピュータプログラミング

### スタッフ
- 小室哲哉 - プロデューサー
- 小坂洋二 - コ・プロデューサー
- 伊東俊郎 - レコーディング・エンジニア、ミックス・エンジニア
- 吉田睦 - レコーディング・エンジニア
- 大森政人 - レコーディング・エンジニア
- 笹原与志一 - アシスタント・エンジニア
- 室克己 - アシスタント・エンジニア
- 岡田哲也 - アシスタント・エンジニア
- Music Land - レコーディング・コーディネーター
- 山口三平 - ディレクター
- 大原正裕 - アーティスト・プロモーター
- オフィスタイムマシン - アーティスト・マネージメント
- 青木高貴 - アーティスト・マネージメント
- 立岡正樹 - アーティスト・マネージメント
- 松村慶子（オフィスタイムマシン） - アーティスト・スーパーバイザー
- 坂西伊作 - ビデオ・ディレクター
- 高橋伸明 - アート・ディレクション、デザイン
- 大川直人（アフター・アワーズ・スタジオ） - 写真撮影
- 佐野美由紀 - ヘアー&メイク・アップ
- 岩瀬明美 - スタイリスト

## リリース履歴
1987年2月26日にEPIC・ソニーより、LP、CT、CDの3形態でリリースされた。
その後も1991年9月5日、1996年6月17日、2000年3月23日とCD盤のみ再リリースされ、2004年3月31日には完全限定生産盤のCD-BOX『WORLD HERITAGE DOUBLE-DECADE COMPLETE BOX』に紙ジャケット、24bitデジタルリマスタリング仕様で収録された。
2007年3月21日には単独で紙ジャケット、デジタルリマスタリング仕様でリリースされ、2013年2月20日にはデジタルリマスタリング仕様でBlu-spec CD2にてリリースされた。
| No. | 日付          | レーベル                      | 規格         | 規格品番                         | 最高順位 | 備考 |
| --- | ------------- | ----------------------------- | ------------ | -------------------------------- | -------- | --- |
| 1   | 1987年2月26日 | EPIC/SONY                     | LP CT CD     | 28・3H-270 28・6H-217 32・8H-106 | 3位      | |
| 2   | 1991年9月5日  | Epic/Sony Records             | CD           | ESCB-1206                        | -        | |
| 3   | 1996年6月17日 | Epic/Sony Records             | CD           | ESCB-1754                        | -        | |
| 4   | 2000年3月23日 | Epic Records                  | CD           | ESCB-2116                        | -        | |
| 5   | 2004年3月31日 | Epic Records                  | CD           | ESCL-2525                        | -        | CD-BOX『WORLD HERITAGE DOUBLE-DECADE COMPLETE BOX』（完全生産限定盤）収録 紙ジャケット、24bitデジタルリマスタリング仕様 |
| 6   | 2007年3月21日 | GT music（Sony Music Direct） | CD           | MHCL-1038                        | -        | 紙ジャケット、デジタルリマスタリング仕様（完全生産限定盤）                                                              |
| 7   | 2013年2月20日 | GT music（Sony Music Direct） | Blu-spec CD2 | MHCL-30011                       | 188位    | デジタルリマスタリング仕様                                                                                              |